# Ниамей
Ниаме́й (фр. Niamey) — город в Нигере, административный центр департамента Ниамей. В 1926—1960 административный центр французского владения Нигер, с 1960 — столица Нигера.

## Этимология
Название связывают со словами, якобы сказанными неким рабовладельцем своим невольникам: oua niammané — «поселяйтесь здесь», откуда сначала Niamma, а
затем и современное Ниамей. По-видимому, это не более чем топонимическая легенда.

## История
Ниамей, вероятно, был основан в XVIII веке и возник на месте небольших деревень в несколько сот жителей (Гавейе, Каллей, Маорей, Зонго, Фулани Киора). Ниамей не имел большого значения, пока французы не начали развивать его в качестве колониального центра в конце 1890-х годов. Начавшие в тот период захват Нигера французские колонизаторы основали в 1892 г. в этой деревне свой опорный военный пункт. Исключительно благоприятное расположение Ниамея на перекрестках торговых путей способствовало его росту.
Город с населением около 1800 человек был выбран в качестве столицы вновь созданной военной территории Нигера в 1905 году, однако в 1912 году столица была перенесена в более обустроенный город Зиндер. Однако близость Зиндера к нигерийской границе и удалённость от контролируемых Францией портов побудили французов перенести столицу обратно в Ниамей в 1926 году, когда в городе проживало около 3000 человек. Серия сильных засух в сельской местности привела к значительному росту населения в этот период, а к 1945 году население составляло около 8000 человек.
До 1926-27 годов граница Верхней Вольты и Нигера проходила вдоль реки Нигер, что означало, что Ниамей лежал прямо на границе.
Ко времени обретения независимости в 1960 году население выросло до 30 000 человек. В период с 1970 по 1988 годы экономика Нигера процветала благодаря доходам от урановых рудников в Арлите. В результате население Ниамея выросло со 108 000 до 398 365 жителей, а город увеличился с 1367 гектаров в 1970 году до 4400 гектаров к 1977 году, в результате чего были включены периферийные деревни, такие как Лазарет. Продолжающиеся засухи также заставили многих сельских жителей Нигера перебраться в растущий город.
В 1992 году Ниамей и его ближайшие внутренние районы были отделены от региона Ниамей, чтобы образовать гораздо меньший по размеру столичный округ Ниамей, заключённый в анклаве в новом регионе Тиллабери.
По некоторым оценкам, в 2000 году население города достигло 700 000. В 2011 году правительственная пресса оценила общее городское население в более чем 1,5 миллиона. Основной причиной увеличения была рабочая миграция во время засухи, а также высокий рост населения. Этот последний фактор означает, что демографически большинство жителей города — молодёжь.

## География

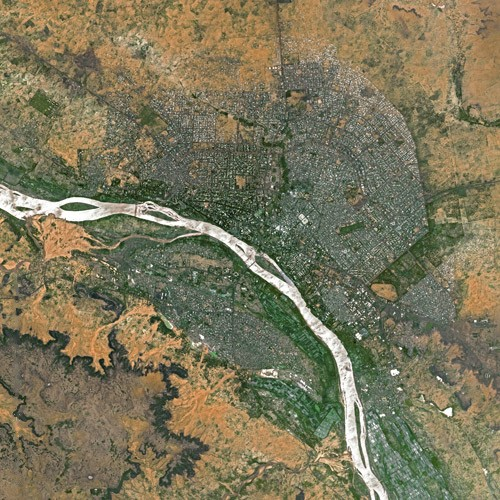
Вид на город со спутника

Ниамей расположен на обоих берегах реки Нигер, городская территория занимает 239 км². Столичная территория расположена на двух плато, достигающих высоты 218 м, разделённых пополам рекой Нигер. В Ниамее река, протекающая почти прямо на юго-востоке от Гао, Мали, совершает серию широких изгибов. Город был основан на восточном (левом) берегу реки, поскольку она извивается с запада на восток и течёт почти прямо на юг. Ряд островов начинается в городских границах Ниамея и простирается на юг по реке.
Подавляющее большинство населения и правительственных и коммерческих зданий расположены на восточном берегу реки. В самом центре города находится множество широких бульваров. Два моста соединяют две стороны — мост Кеннеди и мост Дружбы. Западная береговая зона состоит в основном из жилых районов, таких как Гавайи, Сагуя, Ламорде, Сага и Карадже, а также Университет Абдул-Мумуни.

## Климат
Ниамей находится на юге Сахели, и имеет типичный для неё климат. Он представляет нечто среднее между субэкваториальным и тропическим пустынным. Климат очень жаркий, так, средняя температура варьирует от 24 °C в январе до 34 °C в мае, а среднегодовая температура составляет 29 °C. Имеется выраженный непродолжительный влажный сезон, который длится с мая по сентябрь с пиком в июле-августе. Все осадки выпадают во влажный сезон. В сухой сезон осадков не бывает совсем.
| Показатель                                      | Янв. | Фев. | Март | Апр. | Май  | Июнь | Июль  | Авг.  | Сен. | Окт. | Нояб. | Дек. | Год   |
| ----------------------------------------------- | ---- | ---- | ---- | ---- | ---- | ---- | ----- | ----- | ---- | ---- | ----- | ---- | ----- |
| Абсолютный максимум, °C                         | 40   | 42   | 43   | 47   | 48   | 43   | 42    | 41    | 43   | 41   | 41    | 40   | 48    |
| Средний суточный максимум, °C                   | 32,5 | 35,7 | 39,1 | 40,9 | 40,2 | 37,2 | 34,0  | 33,0  | 34,4 | 37,8 | 36,2  | 33,3 | 36,2  |
| Средняя температура, °C                         | 24,3 | 27,3 | 30,9 | 33,8 | 34,0 | 31,5 | 29,0  | 27,9  | 29,0 | 30,8 | 27,9  | 25,0 | 29,3  |
| Средний суточный минимум, °C                    | 16,1 | 19,0 | 22,9 | 26,5 | 27,7 | 25,7 | 24,1  | 23,2  | 23,6 | 24,2 | 19,5  | 16,7 | 22,4  |
| Абсолютный минимум, °C                          | 7    | 10   | 11   | 16   | 18   | 18   | 17    | 20    | 17   | 17   | 10    | 7    | 7     |
| Норма осадков, мм                               | 0,0  | 0,0  | 3,9  | 5,7  | 34,7 | 68,8 | 154,3 | 170,8 | 92,2 | 9,7  | 0,7   | 0,0  | 540,8 |
| Источник: Гонконгская обсерватория, Weatherbase |      |      |      |      |      |      |       |       |      |      |       |      |       |

## Население
Население Ниамея росло в геометрической прогрессии с момента обретения независимости. Как и для других крупных африканских городов, для Ниамея характерен быстрый рост населения на протяжении всей второй половины XX века. Засухи начала 1970-х и 1980-х годов, наряду с экономическим кризисом начала 1980-х годов, привели к бегству сельских жителей в крупнейший город Нигера. При военном правительстве генерала Сейни Кунтче существовал строгий контроль за проживанием, и правительство регулярно собирало и «депортировало» тех, у кого нет разрешений на проживание в городе, обратно в свои деревни.
Растущие свободы в конце 1980-х и 1990-х вместе с восстанием туарегов 1990-х годов и голод в 2000-х годах усилили процесс внутренней миграции, в результате чего на окраинах города появились крупные нелегальные поселения. В центре города с 1980-х годов заметны группы нищих, молодёжи или инвалидов-нищих. В более богатых или районах, где осуществляется торговля, эти нищие фактически сформировали хорошо отрегулированную иерархическую систему, в которой попрошайки собирают милостыню в соответствии с культурными и религиозными нормами.
Более 90 % населения города — мусульмане. Крупнейшие этнические группы города: сонгай и джерма, которые вместе составляют 51,1 % от общего населения; за ними следует народ хауса (34,4 %).

## Демография
Население города по годам:
| 1977    | 1988    | 2001    | 2012      |
| ------- | ------- | ------- | --------- |
| 233 414 | 391 876 | 674 950 | 1 058 847 |

## Административное деление
Город Ниамей состоит из 5 коммун, которые делятся на 44 округа:
- Ниамей I
- Ниамей II
- Ниамей III
- Ниамей IV
- Ниамей V

## Транспорт
Город является крупным транспортным узлом. На левом берегу реки Нигер находится пристань. В 12 км от города расположен Международный аэропорт имени Амани Диори. В 2014 году открыт первый в стране железнодорожный вокзал.

## Экономика
Вблизи Ниамея расположена ТЭС. В городе развита пищевая промышленность (мясокомбинат, мукомольный завод), лёгкая промышленность (текстильная фабрика). Является торговым центром сельскохозяйственного района. Распространены ремёсла (выделка кож, изготовление изделий из серебра, золота).

## Культура
В 1959 году открыт Национальный музей, который включает в себя зоопарк. Остальными достопримечательностями являются иностранные культурные центры, рынки, ипподром. Есть ряд институтов и университет.

## Города-побратимы
Ниамей состоит в дружеских взаимоотношениях со следующими городами-побратимами:
| Город  | Страна | Дата | Ссылка |
| ------ | ------ | ---- | ------ |
| Тамале | Гана   | 2007 | [ 14 ] |

## Известные уроженцы
- Залика Сулей — актриса Нигера, первая киноактриса к югу от Сахары.